# Pia Weiand
Pia Weiand (* 24. November 1992 in Herrenberg) ist eine deutsche Volleyballspielerin.

## Karriere
Weiand begann ihre Karriere 2004 bei der SV Böblingen. Von dort wechselte sie zum damaligen Zweitligisten VC Stuttgart. Anschließend wurde sie beim Nachwuchsteam VC Olympia Berlin weiter ausgebildet. Die Zuspielerin gewann 2009 die deutsche U18-Meisterschaft und belegte in den nächsten beiden Jahren vordere Plätze bei der U20. Bis 2012 spielte sie beim Bundesligisten Bayer Leverkusen. Danach wechselte sie zum Ligakonkurrenten Allianz MTV Stuttgart. Hier spielte sie unter den Trainern Jan Lindenmair, Gil Ferrer Cutiño und Guillermo Naranjo Hernández. Von 2014 bis 2019 spielte Weiand in der 2. Bundesliga Nord bei DSHS SnowTrex Köln und gewann hier zweimal die Meisterschaft.